# Заваров Валерій Олександрович
Зава́ров Вале́рій Олекса́ндрович (* 16 серпня 1988) — український футболіст, півзахисник київського «Оболоні». Син відомого футболіста Олександра Заварова.

## Кар'єра
Футбольну кар'єру розпочав виступами за дублюючий склад «Арсенала» у 2006 році. У складі головної команди клубу дебютував 8 березня 2008 року, вийшовши на заміну у матчі проти ужгородського «Закарпаття» (нічия 0:0).
До кінця 2009 року загалом провів 22 матчі за основний склад «Арсенала», усі появи на полі — виходи на заміну у другому таймі. Після того, як його батько залишив позицію головного тренера «Арсенала» через конфлікт з керівництвом клубу, перестав включатися до заявки команди.
Перед початком сезону 2010—11 уклав контракт з іншим київським клубом — «Оболонь».